# 劣牙龍屬
劣牙龍屬（學名：Dysganus）是上白堊紀恐龍的一屬，目前狀態是可疑名稱。牠的化石背發現於美國蒙大拿州，並被認為屬於角龍類恐龍。
劣牙龍屬的物種包括了：D. encaustus、D. bicarinatus、以及D. peiganus，全都只有牙齒化石。第四個種是D. haydenianus，但被發現是鴨嘴龍科及角龍科的牙齒嵌合體。所有的物種都是在1876年由愛德華·德林克·科普（Edward Drinker Cope）命名的。